# Pentacord

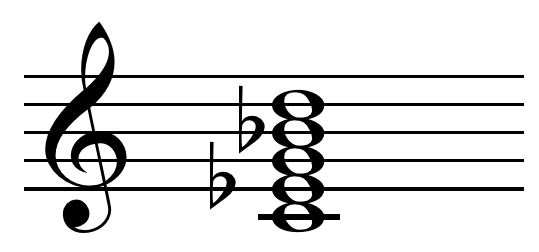
C menor 9'è acord

El pentacord és la primera part de l'escala que designa si l'escala és menor o major, i on se situa la major part de l'harmonia. Comprèn, per ser més exactes, els set primers semitons de l'escala, o els cinc primers graus.

## Descripció
| Tònica | 2a Menor | 2 a major | 3a Menor | 3a Major | 4a Justa | 5 ª Dim. | 5 ª Justa |